# Felipe y Letizia
Felipe y Letizia es un telefilme español en dos capítulos cuyo principal argumento es la relación sentimental de Felipe de Borbón y Letizia Ortiz, los herederos al trono del reino de España. Se emitieron los dos capítulos en la cadena española Telecinco los días 25 y 27 de octubre de 2010.

## Argumento
Asombro y desconcierto son las emociones que se desatan entre los periodistas convocados al tradicional encuentro navideño el 14 de diciembre de 2001 en el Palacio de la Zarzuela cuando el príncipe Felipe, visiblemente emocionado, lleva a cabo un inesperado anuncio: el fin de su relación sentimental con la modelo noruega Eva Sannum.
La noticia sorprende a todos, salvo a los Reyes de España: la Reina Sofía siente gran preocupación ante el dolor y el sufrimiento de su hijo, mientras que el Rey Juan Carlos considera que la difícil decisión del heredero al trono ha sido la correcta.
Felipe de Borbón concluye su declaración a los medios de comunicación indicando que "deber y querer y razón y corazón no están separados, sino que siempre han ido juntos".
Sus palabras suscitan un intenso debate entre los distintos sectores de la sociedad sobre la posibilidad de compaginar el deber hacia la Corona con el amor, las condiciones que debe poseer su futura esposa y la necesidad de la modernización de la monarquía española, al tiempo que comienzan a barajarse los nombres de las candidatas idóneas.
Mientras tanto, la periodista Letizia Ortiz centra su energía en su trabajo como presentadora de televisión ajena a las vicisitudes del Príncipe de Asturias.
Sus destinos se cruzan cuando menos se lo esperan dando origen a un romance en el que el amor superará todos los obstáculos.

## Reparto
- Amaia Salamanca como Letizia Ortiz.
- Fernando Gil como Felipe de Borbón y Grecia.
- Juanjo Puigcorbé como Juan Carlos I de España.
- Marisa Paredes como Sofía de Grecia.
- Alicia Pérez como Elena de Borbón y Grecia.
- Àgata Roca como Cristina de Borbón y Grecia.
- Quim Vila como Iñaki Urdangarín.
- Elena Irureta como María Paloma Rocasolano Rodríguez.
- Ferrán Rañé como Jesús José Ortiz Álvarez.
- David Bagés como Alfredo Urdaci
- José Luis Gil como Alberto Aza.
- Marina Gatell como Telma Ortiz Rocasolano.
- Chesco Simón como David Tejera.

El telefilme cuenta con 58 personajes y en él aparecen secundarios como el periodista Alfredo Urdaci, el exmarido y la madre de doña Letizia Ortiz, y la antigua pareja del Príncipe de Asturias, Eva Sannum.
Sobre el reparto de la serie, Joaquín Oristrell, el director, mostró su satisfacción al contar con profesionales a los que llamó "fieras de la interpretación. "Estoy encantado de tener a estas fieras de la interpretación con las que estamos trabajando en peluquería, maquillaje, vestuario y guion".
Amaia Salamanca, la periodista que se convirtió en princesa, explicó la ilusión con que está afrontando el tratamiento de su personaje. "Actualmente estoy trabajando la faceta gestual del personaje, ya que Letizia es una mujer que gesticula mucho, mientras que yo soy todo lo contrario".
Para Fernando Gil, que encarna al Príncipe Felipe, lo mejor es que Oristrell se ha aproximado a estas dos figuras sin caer "en el morbo" y con "una línea lógica de la acción".
La experimentada Marisa Paredes interpretará a la Reina Sofía, un personaje, que según la 'Chica Almodóvar' tiene la "gran dificultad" de ser alguien que "todos conocemos".
Para la Sofía verdadera tuvo las mejores palabras. "Nació Reina y ha asumido su papel como un trabajo, ella siempre lo ha manifestado así, y además es una mujer que sabe muy bien dónde está su sitio".
Juanjo Puigcorbé, por su parte, será el rey Juan Carlos en la TV movie y se mostró complacido por la calidad del guion en el tratamiento de los personajes.

## Rodaje
El rodaje comenzó el 4 de junio de 2010 y a lo largo de seis semanas el rodaje ha tenido lugar en Madrid y en Barcelona, donde los jardines del palacio Albéniz, el Palau Moja y un piso en Hospitalet de Llobregat (Barcelona) se han redecorado para reproducir, respectivamente, los jardines de la Zarzuela, el teatro Campoamor de Oviedo y el piso de soltera de doña Letizia en Valdebernardo, Madrid.

## Episodios y audiencias
| Temporada | Temporada | Episodios | Estreno               | Final                 | Audiencia media | Audiencia media | Audiencia media |
| Temporada | Temporada | Episodios | Estreno               | Final                 | Espectadores    | Cuota           |                 |
| --------- | --------- | --------- | --------------------- | --------------------- | --------------- | --------------- | --------------- |
|           | 1         | 2         | 25 de octubre de 2009 | 27 de octubre de 2009 | 4 661 000       | 22,8%           |                 |

### Primera temporada
| N.º (serie) | Título           | Director (es)     | Fecha de emisión      | Audiencia         |
| ----------- | ---------------- | ----------------- | --------------------- | ----------------- |
| 1           | «Deber y querer» | Joaquín Oristrell | 25 de octubre de 2010 | 4 270 000 (20,9%) |
| 2           | «Un final feliz» | Joaquín Oristrell | 27 de octubre de 2010 | 5 051 000 (24,6%) |

## Audiencias
| Parte                                      | Fecha de emisión      | Hora  | Espectadores | Share |
| ------------------------------------------ | --------------------- | ----- | ------------ | ----- |
| AUDIENCIAS                                 |                       |       |              |       |
| La Tarde de Felipe y Letizia               | 25 de octubre de 2010 | 16:00 | 1.693.000    | 13,4% |
| Primera Parte                              |                       | 22:00 | 4.270.000    | 20,9% |
| Felipe y Letizia, deber y querer (1)       | 26 de octubre de 2010 | 16:00 | 1.366.000    | 10,7% |
| Felipe y Letizia, deber y querer (2)       | 26 de octubre de 2010 | 18:00 | 1.806.000    | 14,7% |
| Letizia, la transformación de una princesa | 27 de octubre de 2010 | 17:30 | 1.874.000    | 14,5% |
| Segunda Parte                              | 27 de octubre de 2010 | 22:00 | 5.051.000    | 24,6% |
| Felipe y Letizia, deber y querer (1)       | 9 de junio de 2014    | 11h55 | 397 000      | 7,1%  |
| Felipe y Letizia, deber y querer (2)       | 9 de junio de 2014    | 13h35 | 790 000      | 8,8%  |

## Especiales derivados de la serie
| Parte                                      | Fecha de emisión      | Hora  | Espectadores | Share |
| ------------------------------------------ | --------------------- | ----- | ------------ | ----- |
| AUDIENCIAS                                 |                       |       |              |       |
| Letizia: La transformación de una princesa | 25 de octubre de 2010 | 23h40 | 2.860.000    | 28,2% |
| Una día en la vida de los príncipes        | 27 de octubre de 2010 | 23h30 | 4.111.000    | 27,0% |

## Comentarios
Al finalizar el rodaje Oristrell explicó "Fue una propuesta que me hicieron unos productores para hablar de ese momento tan especial que suscita tanto interés entre la gente".
En su opinión, "aunque éste no sea un cuento propiamente dicho, sí lo es en cierta forma. Es un cuento tratado de forma respetuosa, no desde un punto de vista rosa o amarillo, sino hablando de una periodista que, viniendo del pueblo, termina en la Zarzuela, y eso a las personas les llama la atención".
A juicio de Oristrell, lo curioso del caso es que es una historia basada en hechos reales, "pero una ficción -ha dicho- que he escrito porque yo no he estado allí. Y, partiendo de cuatro muy buenos personajes -el Rey, la Reina, Felipe y Letizia-, he escrito una historia". Ha considerado que "es una historia muy respetuosa, pero que de algún modo habla de sentimientos familiares, de lo que ocurre en una casa cuando aparece el chico de la familia y dice 'me quiero casar' y trae a la persona elegida. Y, lógicamente, si ese chico va a ser el futuro Rey de España, el interés se multiplica".
El cineasta se declaró "muy satisfecho" del trabajo de Amaia Salamanca (Letizia), de Fernando Gil (Felipe) y de los actores Juanjo Puigcorbé y Marisa Paredes en los papeles del Rey y la Reina.

## Vestuario
Amaia tiene 42 cambios de ropa durante la serie. Y sin duda el más especial de todos es el que le lleva a vestirse de novia. El secreto mejor guardado de aquel 22 de mayo de hace seis años, el vestido de Letizia, tiene un hermano gemelo. “Hemos mandado confeccionar el vestido de Pertegaz”, nos explica la estilista de cine y televisión Cristina Rodríguez, responsable del equipo de vestuario de la miniserie. Cristina, que se hizo muy popular en el programa Supermodelo, ha trabajado en películas como Tetro o El cónsul de Sodoma, pero reconoce que éste ha sido uno de los retos más difíciles de su carrera.
No se les ha escapado ni un detalle. Hasta los bordados florales de las solapas y mangas o los motivos heráldicos de la cola (flores de lis, espigas de trigo y tréboles) son calcados a los originales.
Las joyas que llevaba la princesa el día de su boda presentaban otro escollo complicado para el equipo de rodaje. Y han sido las cesiones las que han salvado a la producción de una factura disparada o de que las joyas parecieran de mentirijillas. “Afortunadamente, hemos conseguido una réplica de la tiara y los pendientes, y la joyería Suárez ha cedido el anillo de la pedida y los gemelos que Letizia le regaló al Príncipe. ¡Exactos!”. Cristina explica que para ella fue muy importante que ciertos detalles fueran reales y que los intérpretes sintieran esa responsabilidad: “A los actores hay que darles elementos para que se crezcan”, dice.
El parecido de Amaia Salamanca con Letizia Ortiz no se queda sólo en el sayo. Los pinceles, mejunjes y lentillas han transformado también los rasgos redondeados de la una en los más marcados de la otra y han acortado los 13 años de diferencia entre ambas.
Eva Quílez, que ha trabajado, entre otros, con Almodóvar, González Iñárritu y Woody Allen, es la responsable de maquillaje de la miniserie y nos explica que el trabajo de su equipo se ha basado en rebajar un tono el maquillaje, aplicar unas mechas en el pelo y afilar el rostro de Amaia. “Amaia tiene formas más redondas, hemos tenido que jugar con luces y sombras para marcarle más el rictus, retocando sobre todo pómulos y mentón“.
Los parecidos son más que razonables.
Los ojos han sido otro de los puntos fuertes de la transformación: se han usado lentillas para cambiar “el azul intenso de Amaia por el verdoso miel de Letizia. Además, Amaia tiene el ojo más alargado, tiene ojos muy grandes. Se los hemos redondeado un poco”.
En cuanto al vestuario del novio, en contra de lo que podría pensar cualquiera que se haya acercado a la organización de una boda, el modelito completo de él fue uno de los que más quebraderos de cabeza dieron al equipo.
Sobre el uniforme de Gran Etiqueta del Ejército de Tierra, con guerrera de color azul noche y banda azul celeste, Fernando Gil llevó una réplica del collar de la Orden del Toisón de Oro, distinción que el Rey concedió a su hijo Felipe en los ochenta.
Los 26 eslabones dobles irán acompañados por las Grandes Cruces del Mérito Militar, Naval y Aeronáutico con distintivo blanco que el Príncipe consiguió al finalizar su formación en cada academia. La solapa de Fernando reunirá tierra, mar y aire en apenas unos centímetros.
“El problema de los complementos que lleva el Príncipe es que algunos son piezas únicas, no puedes conseguir otras iguales”, explica Cristina Rodríguez. De manera que la única salida que les quedó en algunos casos fue la de fabricarlos a imagen y semejanza.

## Programación
Pese a que su estreno estaba previsto para principios de noviembre de 2010, Telecinco decidió adelantar su estreno y hacer coincidirla contra otro gran estreno de la temporada de Antena 3, Hispania, haciendo retirar Tierra de lobos que ocupaba el prime-time de los miércoles momentáneamente. Antena 3 movió ficha y traspasó Hispania para el lunes 25 de octubre y en el prime-time del miércoles se programó el desenlace de la tv-movie La princesa de Éboli.
Tras esta decisión, Telecinco contraprogramó Felipe y Letizia también para la noche del lunes 25, aunque teniendo que abonar una multa por contraprogramación.
Finalmente, se reservaron la tv-movie y a su vez pusieron en el prime-time del lunes de Telecinco CSI Miami, en su día y horario habitual. Aun así,Telecinco volvió a programar la tv-movie para el lunes 25, aún ya habiendo anunciado un capítulo de estreno de CSI Miami. Además, Antena 3 anunció que el segundo capítulo de Hispania se emitía ese mismo miércoles 27 a lo que Telecinco respondió programando la segunda y última parte de la TV movie.

## Crítica
La serie recibió críticas muy malas La prensa la calificó como de "cuento cursi y mal contado" o de "calamidad" Especialmente notable es que la serie se consideró desde el primer momento como una muestra de humor involuntario siendo trendic topic en la red social Twitter en el momento de su emisión con comentarios como ""He visto poco de Felipe y Letizia, pero me ha parecido sin duda LA COMEDIA DEL AÑO" o ""La III República empieza hoy y la patrocina Telecinco". Incluso los humoristas responsables de Museo Coconut bromearon sobre el tema diciendo ""Queremos desmentir los rumores que hay en Internet acerca de que nosotros teníamos algo que ver con Felipe y Letizia." "Museo Cononut no va a ser tan divertida".